# Pau de Raciąż
La Pau de Raciąż va ser un tractat signat el 22 de maig de 1404, entre Regne de Polònia, Gran Ducat de Lituània i l'Orde teutònic, respecte del control de Dobrzyń. Per a Polònia va suposar la confirmació del tractat del Tractat de Kalisz (1343) i per a Lituània del Tractat de Salynas de 1398. El tractat no va estabilitzar la situació i aviat es va produir la Guerra del Regne de Polònia contra l'Orde Teutònic de 1409-1411.
Polònia, amb el suport del papat, va ser capaç d'augmentar els seus llaços amb el Gran Ducat, en signar la Unió de Vílnius i Radom el 1401. El mateix any van tenir lloc els aixecaments Samogitians contra els cavallers teutònics. Els rebels van cremar diversos castells de l'Orde teutònic, i els cavallers van prendre represàlies assaltant Kaunas i Hrodna. El 1402 l'Orde es va unir al duc lituà Švitrigaila, germà de Ladislau II Jagelló, qui es va comprometre a seguir el Tractat de Salynas i va cedir Samogítia als Cavallers.
Quan cap dels dos podia aconseguir la victòria decisiva i Vytautas el Gran dirigia la seva atenció a una guerra contra Yuri de Smolensk, les negociacions es van iniciar en l'estiu de 1403. El tractat final va ser signat a Raciąż i es va dirigir a solucionar la disputa, sobre alguns dels territoris, entre Polònia, Lituània i l'Orde: la terra de Dobrzyń va tornar per a Polònia a canvi que Samogítia es quedés per a l'Orde, i la discussió sobre la regió de Gdańsk (Danzig) no va ser concloent. A Švitrigaila se'l va permetre tornar a Podòlia.